# Moussa Faki
Moussa Faki Mahamat (àrab: موسى فكي محمد, Mūsà Fakī Muḥammad) (Bitline, 21 de juny de 1960) és un polític i diplomàtic txadià, president de la Comissió de la Unió Africana des del 14 de març de 2017. Anteriorment va ser Primer Ministre de Txad del 24 de juny de 2003 al 4 de febrer de 2005 i Ministre de Relacions Exteriors d'abril de 2008 a gener de 2017. Faki és membre del governant Moviment Patriòtic de Salvació (MPS), pertany al grup ètnic zaghawa, el mateix grup que l'expresident Idriss Déby.
El 30 de gener de 2017 va ser elegit President de la Comissió de la Unió Africana.

## Biografia
Va néixer a la ciutat de Biltine a l'est de Txad. Va anar a la universitat a Brazzaville (República del Congo), on va estudiar dret. Es va exiliar quan Hissein Hauré va prendre el poder el 7 de juny de 1982 i es va unir al Consell Revolucionari Democràtic encapçalat per Acheikh Ibn Oumar; no obstant això, no va tornar a Txad quan Acheikh es va unir a Habré el 1988. Finalment va tornar el 7 de juny de 1991, després que Déby assumís el poder. Va ser director general de dos ministeris abans d'ocupar el càrrec de director general de l'Empresa Nacional Sucrera (SONASUT) entre 1996 i 1999.
Posteriorment, va exercir com a Director del Gabinet del president Déby entre 1999 i 2002, i va ser director de campanya de Déby per a les eleccions presidencials de maig de 2001. Posteriorment va assumir el Ministeri d'Obres Públiques i Transports del govern del Primer Ministre Haroun Kabadi, nomenat el 12 de juny de 2002. Un any després Déby el va nomenar Primer Ministre el 24 de juny de 2003, en substitució de Kabadi, un nomenament inusual perquè, sent Faki un del nord, significava que tant el president com el primer ministre serien del nord i per tradició el lloc de Primer Ministre s'assignava a un meridional com a exercici de poder territorial. Faki va dimitir a principis de febrer de 2005 enmig d'una vaga de la funció pública.
El 19 de gener de 2007 va ser nomenat membre del Consell Econòmic, Social i Cultural i el mes següent va ser elegit President del Consell. Un any després, el 2008, va ser nomenat ministre de Relacions Exteriors del govern del primer ministre Youssouf Saleh Abbas.
El 30 de gener de 2017 va ser triat per a succeir a Nkosazana Dlamini-Zuma de Sud-àfrica com a president de la Comissió de la Unió Africana, derrotant a Amina Mohamed de Kenya. Hissein Brahim Taha va ser designat per a reemplaçar-ho com a Ministre de Relacions Exteriors del Txad el 5 de febrer de 2017. Faki va assumir el càrrec de president de la Comissió de la Unió Africana el 14 de març de 2017.